# رنگپور سدار
رنگپور سدار (به لاتین: Rangpur Sadar) یک منطقهٔ مسکونی در بنگلادش است که در ناحیه رنگ‌پور واقع شده‌است. رنگپور سدار ۳۳۰٫۳۳ کیلومتر مربع مساحت و ۴۹۴٬۳۱۷ نفر جمعیت دارد.